# 고자쿠촌
고자쿠촌(上津役村)은 일본 후쿠오카현 온가군에 설치되었던 촌이다. 현재의 기타큐슈시 야하타니시구의 일부에 해당한다.